# Тахцидис, Панайотис
Панайо́тис Тахци́дис (греч. Παναγιώτης Ταχτσίδης; 15 февраля 1991, Нафплион) — греческий футболист, полузащитник клуба ЧФР Клуж. Выступал за сборную Греции.

## Биография
Панайотис является воспитанником АЕКа. Свой первый профессиональный контракт он подписал 1 ноября 2007 года. 27 января 2009 года Панайотис стал самым молодым игроком, когда-либо выходившим на поле в чемпионате Греции. Ему было 16 лет и 348 дней. В этом матче юный полузащитник забил победный гол и принес своей команде победу.
В январе 2010 года АЕК и «Дженоа» договорились о трансфере футболиста. В стан генуэзского клуба Тахцидис перешёл 21 апреля. 7 августа 2010 года Панайотис отправился в аренду в «Чезену». 2 февраля 2011 года грек перешёл в «Гроссето» из одноименного города. Арендное соглашение было рассчитано на один год.
Сезон 2011/12 Тахцидис провёл на правах аренды в клубе «Эллас Верона». Его пребывание в команде получилось очень успешным: он помог клубу добраться до плей-офф Серии B. 19 июля 2012 года Тахцидис заключил пятилетний контракт с «Ромой». Сумма отступных, заплаченных «Ромой» «Дженоа», составила примерно 2,5 миллиона евро.